# Grigori Frid
Grigori Samuilovich Frid también Grigori Fried (en ruso, Григо́рий Самуи́лович Фри́д, Grigóri Samuilovich Fríd) (Petrogrado, 22 de septiembre de 1915 - 22 de septiembre de 2012) fue un compositor ruso que cultivó diversos géneros, incluida la ópera de cámara.
Frid estudió en el Conservatorio de Moscú con Heinrich Litinski y Visarión Shebalin. Fue soldado en la Segunda Guerra Mundial. El estilo de su música temprana puede explicarse como convencional, escrita en la tradición del Realismo socialista. A los 55 años de edad de repente cambió su estilo radicalmente, volviendo al dodecafonismo y otras técnicas más contemporáneas de composición musical. 
Es un compositor prolífico. Sus obras más destacadas son sus dos óperas de cámara, ambas con libreto propio. El diario de Ana Frank es un monodrama en 21 escenas para soprano y orquesta de cámara, que dura alrededor de una hora. Fue compuesta en 1968 y se estrenó con acompañamiento de piano en la Casa de Compositores de toda la Unión en Moscú el 17 o el 18 de mayo de 1972. Las cartas de Van Gogh es una mono-ópera en dos partes para barítono y conjunto de cámara, basada en las cartas de Vincent Van Gogh a su hermano Theo. La ópera fue compuesta en 1975 y tuvo su estreno en forma de concierto en el mismo local, elo 29 de noviembre de 1976.
Compuso tres sinfonías (1939, 1955, 1964), una serie de conciertos instrumentales incluyendo un Concierto para viola, piano y orquesta de cuerdas (1981), música para el teatro y el cine incluyendo música escénica para Fedra de Jean Racine (1985), música vocal y de cámara incluyendo un ciclo Poesía (1973) para voz y conjunto de cámara sobre poemas de Federico García Lorca, un Quinteto para piano (1981), una Fantasía para violonchelo y piano (1982), Fedra, 1985) - un quinteto para piano, con solo de viola, y Cinco canciones sobre poemas de Luís de Camões (1985).
Se le conoce como un divulgador de música y organizador de una serie de conciertos-conferencias para jóvenes en la "Casa de compositores de Moscú" que fueron populares en los años 1970. También es un artista, con exposiciones de pinturas, y ha escrito varios libros de memorias, dos de los cuales se publicaron en Moscú en 1987 y 1991.

## Discografía
- El diario de Ana Frank (Das Tagebuch Der Anne Frank), ópera-monólogo; World Premiere Recording; Sandra Schwarzhaupt (soprano); Hans Erik Deckert (director); Emsland Ensemble; Profil PH04044